# クレメンス・ヴィンクラー

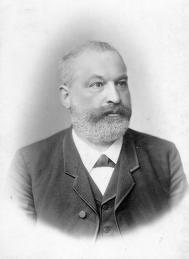
Clemens Alexander Winkler

クレメンス・アレクサンダー・ヴィンクラー（Clemens Alexander Winkler、1838年12月26日 - 1904年10月8日）はドイツの化学者である。
ゲルマニウムを1886年に発見した。ゲルマニウムはドミトリ・メンデレーエフが周期表作成の際に存在を予言した元素の中で、最初に発見された元素になった。

## 人物・生涯

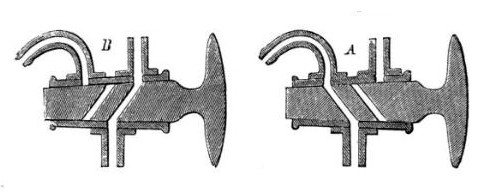
クレメンス・ヴィンクラーが発明した三方コック

1838年にフライベルクで生まれた。父親は化学者のクルト・ヴィンクラー、叔父は鉱物学者のヘルマン・ブライトハウプトである。インジウムの発見者の一人のフェルディナント・ライヒとも近い関係にあった。フライベルク鉱山専門学校（後のフライベルク工科大学）に入り、1864年からの同校の無機化学の教授になった。
アージロード鉱(Argyrodite、Ag8GeS6)と呼ばれる銀、硫黄を含む鉱石の分析中にゲルマニウムを発見した。1897年までに、これがメンデレーエフが存在を予言した未発見の元素エカシリコンであることを示した。
ヴィンクラーは1904年にドレスデンで没した。